# Переименованные улицы Тараза
Переимено́ванные у́лицы Тара́за (каз. Тараздың атауы өзгертілген көшелер) — список улиц казахстанского города Тараз (до 1997 года — Жамбыл), менявших своё название в различные периоды.

## Список
| # А Б В Г Д Е Ж З И К Л М Н О П Р С Т У Ф Ц Ч Ш Щ Э Ю Я |

### #
- 7 Ноября, ул. → Аксай, ул.[1]
- 9-го Января, ул. → Дуйсебаева, ул.[2]
- 23 Партсъезда, ул. → Актамберды жырау, ул.[3]
- 25 Партсъезда, пер. → Рысбек батыра, пер.[4]
- 25 Партсъезда, проезд → Рысбек батыра, проезд[4]
- 25 Партсъезда, ул. → Рысбек батыра, ул.[4]
- 30 лет Победы, 1-й пер. → Айтеке би, 1-й пер.[5]
- 30 лет Победы, 2-й пер. → Айтеке би, 2-й пер.[5]
- 30 лет Победы, ул. → Айтеке би, ул.[5]
- 40 лет Победы, пер. → Кенесары, пер.[6]
- 40 лет Победы, ул. → Кенесары, ул.[6]
- 40 лет Победы, ул. → Махмуда Кашгари, ул.[7]
- 50 лет Октября, пер. → Колбасшы Койгельды, пер.[4]
- 50 лет Октября, туп. → Колбасшы Койгельды, туп.[4]
- 50 лет Октября, ул. → Колбасшы Койгельды, ул.[4]
- 60 лет Октября, 2-й туп. → Жибек жолы, 2-й туп.[4]
- 60 лет Октября, пер. → Жибек жолы, пер.[4]
- 60 лет Октября, туп. → Жибек жолы, туп.[4]
- 60 лет Октября, ул. → Жибек жолы, ул.[4]
- 70 лет Октября, ул. → Сарыозек, ул.[1]

### А
- Абая, пер. (массив «Карасай») → Сати Умбетбаева, пер.[6]
- Абая, ул. (массив «Карасай») → Сати Умбетбаева, ул.[6]
- Абая Кунанбаева, ул. (микрорайон Кумшагал) → Аксу-Жабагылы, ул.[1]
- Абая Кунанбаева, ул. (микрорайон Кызыл-Абад) → Сыганак, ул.[1]
- Абдена Сатыбалдиева, 1-й пер. → Садуакаса Алипшеева, 1-й пер.[8]
- Абдена Сатыбалдиева, 2-й пер. → Садуакаса Алипшеева, 2-й пер.[8]
- Абдена Сатыбалдиева, 3-й пер. → Садуакаса Алипшеева, 3-й пер.[8]
- Абдена Сатыбалдиева, 4-й пер. → Садуакаса Алипшеева, 4-й пер.[8]
- Абдена Сатыбалдиева, 5-й пер. → Садуакаса Алипшеева, 5-й пер.[8]
- Абдена Сатыбалдиева, 6-й пер. → Садуакаса Алипшеева, 6-й пер.[8]
- Абдена Сатыбалдиева, 7-й пер. → Садуакаса Алипшеева, 7-й пер.[8]
- Абдена Сатыбалдиева, проезд → Садуакаса Алипшеева, проезд[8]
- Абдена Сатыбалдиева, ул. → Садуакаса Алипшеева, ул.[8]
- Абрикосовая ул. (потребительский кооператив «Родничок») → Бакшалы, ул.[9]
- Абрикосовая ул. (потребительский кооператив «Жамбылстрой») → Жазык, ул.[9]
- Абрикосовая ул. (потребительский кооператив «Мичуринец») → Казына, ул.[9]
- Абрикосовая ул. (потребительский кооператив «Лето») → Карагай, ул.[9]
- Авиатора, ул. → Акканат, ул.[9]
- Авиаторская ул. → Акмолды Батыр басы, ул.[10]
- Автомобильная ул. → Барыс, ул.[9]
- Авиаторский 1-й пер. → Акмолды Батыр басы, 1-й пер.[10]
- Авиаторский 2-й пер. → Акмолды Батыр басы, 2-й пер.[10]
- Агрегатная ул. → Бозторгай, ул.[9]
- Айвазовского, 1-й пер. → Бауыржана Момышулы, 1-й пер.[7]
- Айвазовского, 2-й пер. → Бауыржана Момышулы, 2-й пер.[7]
- Айвазовского, 3-й пер. → Бауыржана Момышулы, 3-й пер.[7]
- Айвазовского, 4-й пер. → Бауыржана Момышулы, 4-й пер.[7]
- Айвазовского, ул. → Бауыржана Момышулы, ул.[7]
- Айвовая ул. (потребительский кооператив «Кожевник») → Булакты, ул.[9]
- Айвовая ул. (потребительский кооператив «Береке») → Шалкар, ул.[9]
- Айтеке би, ул. (микрорайон Кызыл-Абад) → Казыгурт, ул.[1]
- Айтиева, 1-й пер. → Малика Жунисалиева, ул.[11]
- Алмалы, ул. → Аяулы, ул.[1]
- Алычовая ул. → Каракум, ул.[9]
- Алчовая ул. → Улар, ул.[9]
- Аносова, ул. → Уалихана Кайназарова, ул.[12]
- Артиллерийская ул. → Саухымбека Турысова, ул.[13]
- Арычная ул. (массив «Рассвет») → Медеу, ул.[9]
- Арычная ул. (потребительский кооператив «Химик») → Орбулак, ул.[9]
- Арычная ул. (потребительский кооператив «Родничок») → Самсар, ул.[9]
- Арычная ул. (потребительский кооператив «Победа») → Сулукол, ул.[9]
- Арычная ул. (потребительский кооператив «Коммунальник») → Улгили, ул.[9]
- Ахмета Байтурсынова, ул. (микрорайон Кумшагал) → Аксарай, ул.[1]

### Б
- Балуан Шолак, ул. (микрорайон Кумшагал) → Тумарлы, ул.[1]
- Баумана, 1-й пер. → Кылышбай акына, 1-й пер.[7]
- Баумана, 2-й пер. → Кылышбай акына, 2-й пер.[7]
- Баумана, ул. → Кылышбай акына, ул.[7]
- Бауыржана Момышулы, ул. (микрорайон Кызыл-Абад) → Байгазы, ул.[1]
- Бауыржана Момышулы, ул. (микрорайон Кумшагал) → Бейбарыс султан, ул.[1]
- Берёзовая ул. (потребительский кооператив «Мичуринец») → Айтау, ул.[9]
- Берёзовая ул. (потребительский кооператив «Восход») → Кайынды, ул.[9]
- Болотная ул. → Акбабай, ул.[9]
- Бульварная ул. → Курманбека Сагындыкова, ул.[6]
- Бульварная, 5-й пер. → Нуролла Фазлаева[6]
- Бульварная, пер. → Курманбека Сагындыкова, пер.[6]
- Бульварная, туп. → Курманбека Сагындыкова, туп.[6]
- Бурылская ул. → Сыпатай батыра, ул.[4]
- Бурыл, 1-й пер. → Жапара Туйебекова, ул.[14]

### В
- Ватунина, ул. → Есена Демесинова, ул.[15]
- Верстовского, 1-й пер. → Файзына Кыпшакбаева, 1-й пер.[6]
- Верстовского, 2-й пер. → Файзына Кыпшакбаева, 2-й пер.[6]
- Верстовского, ул. → Файзына Кыпшакбаева, ул.[6]
- Виноградная ул. (потребительский кооператив «Авторемонтник») → Арасан, ул.[9]
- Виноградная ул. (потребительский кооператив «Берек») → Бастау, ул.[9]
- Виноградная ул. (потребительский кооператив «Родничок») → Дастур, ул.[9]
- Виноградная ул. (потребительский кооператив «Силикатчик») → Зангар, ул.[9]
- Виноградная ул. (потребительский кооператив «Юбилейное») → Кеншалгын, ул.[9]
- Виноградная ул. → Косы батыра, ул.[4]
- Виноградная ул. (потребительский кооператив «Водник 2») → Тасбулак, ул.[9]
- Вишнёвая ул. (потребительский кооператив «Водник 2») → Аксу, ул.[9]
- Вишнёвая ул. (потребительский кооператив «Водник 2») → Алсалы, ул.[9]
- Вишнёвая ул. (потребительский кооператив «Родничок») → Акшуак, ул.[9]
- Вишнёвая ул. (потребительский кооператив «Авторемонтник») → Байшешек, ул.[9]
- Вишнёвая ул. (потребительский кооператив «Берек») → Бирлистик, ул.[9]
- Вишнёвая ул. (потребительский кооператив «Водник 1») → Когершин, ул.[9]
- Вишнёвая ул. (массив «Акжол») → Меруерт, ул.[9]
- Вишнёвая ул. (потребительский кооператив «Химик») → Шиели, ул.[9]
- Водников, ул. → Танкурай, ул.[9]
- Воровского, ул. → Тектурмас, ул.[4]
- Ворошилова, 1-й пер. → Байзак батыра, 1-й пер.[16]
- Ворошилова, 2-й пер. → Байзак батыра, 2-й пер.[16]
- Ворошилова, 3-й пер. → Байзак батыра, 3-й пер.[16]
- Ворошилова, ул. → Байзак батыра, ул.[16]
- Восточная ул. → Мамбет батыра, ул.[4]
- Восточная ул. (потребительский кооператив «Водник 1») → Шыгыс, ул.[9])
- Восточная, 1-й пер. → Мамбет батыра, 1-й пер.[4]
- Восточная, 2-й пер. → Мамбет батыра, 2-й пер.[4]
- Восточная, пер. → Мамбет батыра, пер.[4]
- Восточная, туп. → Мамбет батыра, туп.[4]

### Г
- ГРЭСовская ул. → Ахмета Байтурсынова, ул.[5]
- Гвардейская ул. → Тарлан, ул.[9]
- Геогрия Димитрова, ул. → Карауылбека Казиева, ул.
- Героев Октября, ул. → Туймебая Ашимбаева[17]
- Герцена, ул. → Газиза Байтасова, ул.[18]
- Гипрозем, ул. → Шынар, ул.[9]
- Головачева, шоссе → Тауке хана, ул.[19]
- Головачёвского, ул. → Ниеткалиева, ул.[2]
- Грушевая ул. (потребительский кооператив «Лето») → Белес, ул.[9]
- Грушевая ул. (потребительский кооператив «Юбилейное») → Жанатурмыс, ул.[9]
- Грушевая ул. (потребительский кооператив «Жамбылстрой») → Мурагер, ул.[9]
- Грушевая ул. (потребительский кооператив «Победа») → Ыдырыс, ул.[9]

### Д
- Дальняя ул. → Акмолды Байзакулы, ул.[6]
- Дачная ул. (потребительский кооператив «Весна») → Анар, ул.[9]
- Дачная ул. (микрорайон Чолдала) → Когалы, ул.[1]
- Декабристов, ул. → Каганат, ул.[1]
- Деповская ул. → Жолшы Сыздыкова, ул.[20]
- Деповская, 1-й пер. → Жолшы Сыздыкова, 1-й пер.[20]
- Деповская, 2-й пер. → Жолшы Сыздыкова, 2-й пер.[20]
- Деповская, 2-й туп. → Жолшы Сыздыкова, 2-й туп.[20]
- Деповская, 2-я ул. → Тайыра Тастандиева, ул.[21]
- Деповская, 3-й пер. → Жолшы Сыздыкова, 3-й пер.[20]
- Деповская, 4-й пер. → Жолшы Сыздыкова, 4-й пер.[20]
- Деповская, 4-й пер. → Тайыра Тастандиева, 4-й пер.[20]
- Деповская, 5-й пер. → Жолшы Сыздыкова, 5-й пер.[20]
- Деповская, 6-й пер. → Жолшы Сыздыкова, 6-й пер.[20]
- Дзержинского, ул. → Ескелды батыра, ул.[3]
- Дружбы, ул. (потребительский кооператив «Водник 1») → Алтыбакан, ул.[9]
- Дружбы, ул. (потребительский кооператив «Лето») → Арнасай, ул.[9]
- Дубовая ул. → Емен, ул.[9]
- Дуримбетова, ул. → Айтбая Назарбекова, ул.[8]

### Е
- Ежевичная ул. → Масаты, ул.[9]

### Ж
- Жамбыла, 1-й пер. (округ №10) → Абылай Хана, 1-й пер.[1]
- Жамбыла, 2-й пер. (округ №10) → Абылай Хана, 2-й пер.[1]
- Жамбыла, 3-й пер. (округ №10) → Абылай Хана, 3-й пер.[1]
- Жамбыла, 4-й пер. (округ №10) → Абылай Хана, 4-й пер.[1]
- Жамбыла, 5-й пер. (округ №10) → Абылай Хана, 5-й пер.[1]
- Жамбыла, 6-й пер. (округ №10) → Абылай Хана, 6-й пер.[1]
- Жамбыла, ул. (округ №10) → Абылай Хана, ул.[1]
- Жамбыла, ул. → Тилемис акына, ул.[6]
- Жамбыла Жабаева, 1-й пер. (микрорайон Кызыл-Абад) → Ханжайлау, 1-й пер.[1]
- Жамбыла Жабаева, 3-й пер. (микрорайон Кызыл-Абад) → Ханжайлау, 2-й пер.[1]
- Жамбыла Жабаева, ул. (микрорайон Кумшагал) → Назконыр, ул.[1]
- Жамбыла Жабаева, ул. (микрорайон Кызыл-Абад) → Ханжайлау, ул.[1]
- Жанатас, ул. → Романбека Абилкаирова, ул.[22]
- Жандосова, ул. → Буралхиева, ул.[6]
- Железнодорожная ул. → Акбаян, ул.[1]
- Желтоксан, 1-й пер. → Акша батыра, ул.[23]
- Желтоксан, 2-й пер. → Жунисбека Дуримбетова, ул.[23]
- Желтоксан (микрорайон Кумшагал) → Бурабай, ул.[1]
- Жолаева, ул. → Дуйсенбека Абдилдаева, ул.[15]

### З
- Завкомская ул. → Есет батыра, ул.[3]
- Заводская ул. → Науирзек ул.[1]
- Загородная ул. → Исатая Тайманова, ул.[4]
- Задорожная ул. → Коныраулы, ул.[9]
- Залётная ул. → Талкурай, ул.[9]
- Западная ул. (потребительский кооператив «Водник 2») → Балауса, ул.[9]
- Западная ул. (потребительский кооператив «Восход») → Кендала, ул.[9]
- Звездная ул. → Естая Жанболатова, ул.[14]
- Зелёная ул. (потребительский кооператив «ГРЭС») → Азат, ул.[9]
- Зелёная ул. (потребительский кооператив «Жамбылстрой») → Жанажол, ул.[9]
- Зелёная ул. (потребительский кооператив «Восход») → Кокжиек, ул.[9]
- Зелёная ул. (потребительский кооператив «Мичуринец») → Ойтал, ул.[9]
- Земляничная ул. → Талап, ул.[9]

### И
- Ивовая ул. → Еркиндик, ул.[9]
- Играй гармонь, ул. → Орис, ул.[9]
- Изотопная ул. → Рауан, ул.[9]
- Индустриальная ул. → Махамбета Отемисулы, ул.[4]
- Индустриальная, пер. → Махамбета Отемисулы, пер.[4]
- Интернациональная ул. → Токбергена Сабатаулы[24]
- Интернациональная ул. (потребительский кооператив «Радуга») → Жалаулы[9]
- Исатая Тайманова, ул. (микрорайон Кумшагал) → Кансонар, ул.[1]

### К
- Казахская ул. → Урицкого, ул.
- Казахской, ул. → Билге кагана, ул.[1]
- Казиева, ул. → Кадыр Мырза Али, ул.[1]
- Казхиммонтаж, 1-й пер. → Аргымак, 1-й пер.[9]
- Казхиммонтаж, 2-й пер. → Аргымак, 2-й пер.[9]
- Казхиммонтаж, ул. → Аргымак, ул.[9]
- Казыбек би, ул. (микрорайон Кызыл-Абад) → Сайгулик, ул.[1]
- Кайрата Рыскулбекова, ул. (микрорайон Кызыл-Абад) → Окжетпес, ул.[1]
- Кайрата Рыскулбекова, ул. (микрорайон Кумшагал) → Ушконыр, ул.[1]
- Канальная ул. (потребительский кооператив «Береке») → Дария, ул.[9]
- Канальная ул. (потребительский кооператив «Химик») → Лашын, ул.[9]
- Касымбекова, ул. → Туманбай Молдагалиева, ул.[1]
- Каратау, ул. → Акшокы, ул.[1]
- Каратауская ул. → Ермека Серкебаева, ул.[1]
- Карла Маркса, 1-й пер. → Капал, 1-й пер.[4]
- Карла Маркса, 2-й пер. → Капал, 2-й пер.[4]
- Карла Маркса, 3-й пер. → Капал, 3-й пер.[4]
- Карла Маркса, 4-й пер. → Капал, 4-й пер.[4]
- Карла Маркса, 5-й пер. → Капал, 5-й пер.[4]
- Карла Маркса, 6-й пер. → Капал, 6-й пер.[4]
- Карла Маркса, ул. → Капал, ул.[4]
- Качалова, ул. → Кудайбергена Кошекова, ул.[25]
- Кенена Азербаева, ул. → Сулусай, ул.[1]
- Кенесары, пер. → Шаттык, пер.[3]
- Кенесары, ул. → Шаттык, ул.[3]
- Кирова, ул. → Асанбая Аскарова, ул.[26]
- Клубная ул. → Теректы, ул.[9]
- Клубничная 1-й ул. (массив «Акжол») → Узынтау, ул.[9]
- Клубничная 2-й ул. (массив «Акжол») → Несибе, ул.[9]
- Клубничная ул. (потребительский кооператив «Жамбылстрой») → Акдидар, ул.[1]
- Клубничная ул. (потребительский кооператив «Металлист») → Алтынколь, ул.[1]
- Клубничная ул. (потребительский кооператив «ГРЭС») → Аскартау, ул.[1]
- Клубничная ул. (потребительский кооператив «Коммунальник») → Дербес, ул.[1]
- Клубничная ул. (потребительский кооператив «Юбилейная») → Жанартау, ул.[1]
- Клубничная ул. (потребительский кооператив «Водник 1») → Кулпынай, ул.[9]
- Клубничная ул. (потребительский кооператив «Победа») → Кусжолы, ул.[9]
- Клубничная ул. (потребительский кооператив «Весна») → Нурлы, ул.[9]
- Клубничная ул. (потребительский кооператив «Лето») → Шалкыма, ул.[9]
- Клубничная ул. (потребительский кооператив «Береке») → Ырыс, ул.[9]
- Кольцевая ул. → Абдикадыра Жургенова, ул.[26]
- Колхозной, 1-й пер. → Закира Ярошбаева, ул.[14]
- Колхозной, 2-й пер. → Барьяна Турсынова, ул.[27]
- Колхозной, 4-й пер. → Ажибай Апсеметова, ул.[28]
- Коммунальная ул → Жиембет жырау, ул.[3]
- Коммунистическая ул. → Толе би, пр.
- Комсомольская ул. → Дабыла Жуанышева, ул.[10]
- Комсомольская, пер. → Дабыла Жуанышева, пер.[10]
- Конечная ул. → Нура, ул.[9]
- Конечная, 2-й ул. → Онеге, ул.[9]
- Кооперативная ул. → Сергея Ишина, ул.
- Королева, ул. → Каратая Турысова, ул.[29]
- Котовского, 1-й пер. → Болтирик шешен, 1-й пер.[21]
- Котовского, 2-й пер. → Болтирик шешен, 2-й пер.[21]
- Котовского, 3-й пер. → Болтирик шешен, 3-й пер.[21]
- Котовского, ул. → Болтирик шешен, ул.[21]
- Красина, ул. → Бауыржана Койбакова, ул.[11]
- Краснозаводская ул. → Екейбая Кашаганова, ул.[6]
- Краснозаводская, 1-й пер. → Екейбая Кашаганова, 1-й пер.[6]
- Краснозаводская, 2-й пер. → Екейбая Кашаганова, 2-й пер.[6]
- Краснозаводская, 3-й пер. → Екейбая Кашаганова, 3-й пер.[6]
- Краснознаменская ул. → Наурызбай батыра, ул.[1]
- Куйбышева, пер. → Самена Даненулы, пер.[7]
- Куйбышева, ул. → Самена Даненулы, ул.[7]
- Кутузова, 1-й пер. → Райымбек батыр, 1-й пер.[1]
- Кутузова, 2-й пер. → Райымбек батыр, 2-й пер.[1]
- Кутузова, 3-й пер. → Райымбек батыр, 3-й пер.[1]
- Кутузова, 4-й пер. → Райымбек батыр, 4-й пер.[1]
- Кутузова, ул. → Райымбек батыр, ул.[1]

### Л
- Лесная ул. (массив «Акжол») → Балкарагай, ул.[9]
- Лесная ул. → Жамал Аппасовой, ул.[28]
- Лето, ул. → Бесиктас, ул.[9]
- Луговая ул. → Есей би, ул.[21]
- Луговая ул. → Жайлау, ул.[6]
- Луговая, 1-й пер. → Есей би, 1-й пер.[21]
- Луговая, 2-й пер. → Есей би, 2-й пер.[21]
- Луговая, проезд → Есей би, проезд[21]
- Луначарского, пер. → Кадыргали Жалайири, пер.[4]
- Луначарского, ул. → Кадыргали Жалайири, ул.[4]

### М
- Майская аллея, ул. → Мусахана Заурбекова, ул.[30]
- Малая ул. (потребительский кооператив « Авторемонтник») → Аршалы, ул.[9]
- Малиновая ул. (потребительский кооператив «ГРЭС») → Аккемер, ул.[9]
- Малиновая ул. (потребительский кооператив «Жамбылстрой») → Белжайлау, ул.[9]
- Малиновая ул. (потребительский кооператив «Береке») → Жаксылык, ул.[9]
- Малиновая ул. (потребительский кооператив «Кожевник») → Инжир, ул.[9]
- Малиновая ул. (потребительский кооператив «Юбилейное») → Карлыга, ул.[9]
- Малиновая ул. (потребительский кооператив «Лето») → Кумбел, ул.[9]
- Малиновая ул. (потребительский кооператив «Мичуринец») → Маржан, ул.[9]
- Малиновая ул. (потребительский кооператив «Химстроителей») → Оркен, ул.[9]
- Малоташкентской, пер. → Кадена Рысбекова, ул.[2]
- Махамбета Отемисулы, ул. (микрорайон Кумшагал) → Серпер, ул.[1]
- Мельничная ул. → Кожаберген жырау, ул.[3]
- Мельничная, туп. → Кожаберген жырау, туп.[3]
- Менжинского, 1-й пер. → Абилхата Еспаева, 1-й пер.[20]
- Менжинского, 2-й пер. → Абилхата Еспаева, 2-й пер.[20]
- Менжинского, ул. → Абилхата Еспаева, ул.[20]
- Мечникова и Виноградова, 1-й пер. → Улбике акына, 1-й пер.[4]
- Мечникова и Виноградова, 2-й пер. → Улбике акына, 2-й пер.[4]
- Мечникова и Виноградова, ул. → Улбике акына, ул.[4]
- Милиции, ул. → Сумбиле, ул.[9]
- Мира, пер. → Жаухар, пер.[9]
- Миржакып Дулатова, ул. → Байконыр, ул.[1]
- Мирзояна, 1-й пер. → Сейлхана Аккозиева, 1-й пер.[12]
- Мирзояна, 2-й пер. → Сейлхана Аккозиева, 2-й пер.[12]
- Мирзояна, 3-й пер. → Сейлхана Аккозиева, 3-й пер.[12]
- Мирзояна, туп. → Сейлхана Аккозиева, туп.[12]
- Мирзояна, ул. → Сейлхана Аккозиева, ул.[12]
- Михаила Калинина, ул. → Байкент, ул.[1]
- Мичурина, ул. (потребительский кооператив «Мичуринец») → Наукан, ул.[9]
- Мичурина, ул. (потребительский кооператив «Химик») → Самрук, ул.[9]
- Многоводная ул. → Абдира Сагынтаева, ул.[28]
- Молодёжная ул. → Кызылжар, ул.[1]
- Молодогвардейская ул. → Жас даурен, ул.[3]
- Монтажная ул. → Саттилик, ул.[9]
- Морозова, 1-й пер. → Ныгмета Сауранбаева, 1-й пер.[31]
- Морозова, 2-й пер. → Ныгмета Сауранбаева, 2-й пер.[31]
- Морозова, ул. → Ныгмета Сауранбаева, ул.[31]
- Мухтара Ауэзова, ул. (микрорайон Кумшагал) → Актоган, ул.[1]

### Н
- Набережная ул. → Балуан Шолака, пер.[5]
- Набережная ул. (потребительский кооператив «Победа») → Жагажай, ул.[9]
- Набережная ул. (микрорайон Чолдала) → Карабулак, ул.[1]
- Набережная ул. (потребительский кооператив «Восход») → Кундизды, ул.[9]
- Набережная ул. (потребительский кооператив «Родничок») → Тобылгы, ул.[9]
- Набережная, пер. → Балуан Шолака, ул.[5]
- Новая ул. → Майкы би, ул.[7]
- Новая ул. (потребительский кооператив «Радуга») → Миялы, ул.[9]
- Новая ул. (микрорайон Чолдала) → Сапаркент, ул.[1]
- Новая ул. (потребительский кооператив «Мичуринец») → Талды, ул.[9]
- Новая ул. (микрорайон Кольтоган) → Шамшырак, ул.[1]
- Новосёлов, проезд → Атамкула Жанабаева, проезд[10]
- Новосёлов, ул. → Атамкула Жанабаева, ул.[10]
- Новостройка, ул. → Жихангер, ул.[9]

### О
- Озёрная ул. → Умирбека Байдилдаева, ул.[32]
- Орджоникидзе, 1-й пер. → Генерала Рахимова, 1-й пер.[4]
- Орджоникидзе, 2-й пер. → Генерала Рахимова, 2-й пер.[4]
- Орджоникидзе, 2-й проезд → Генерала Рахимова, 2-й проезд[4]
- Орджоникидзе, проезд. → Генерала Рахимова, проезд.[4]
- Орджоникидзе, туп. → Генерала Рахимова, туп.[4]
- Орджоникидзе, ул. → Генерала Рахимова, ул.[4]
- Ореховая ул. (потребительский кооператив «Жамбылстрой») → Жангакты, ул.[9]
- Ореховая ул. (потребительский кооператив «Мичуринец») → Сайрам, ул.[9]
- Орловская ул. → Акжибек, ул.[1]
- Островского, 1-й пер. → Тургынбекова Жанкоразова, 1-й пер.[15]
- Островского, 2-й пер. → Тургынбекова Жанкоразова, 2-й пер.[15]
- Островского, 3-й пер. → Тургынбекова Жанкоразова, 3-й пер.[15]
- Островского, ул. → Тургынбекова Жанкоразова, ул.[15]

### П
- Памирская ул. → Жалантос батыра, ул.[3]
- Парк Горького, 3-й пер. → Желтоксан, 3-й пер.[16]
- Парк Горького, 4-й пер. → Желтоксан, 4-й пер.[16]
- Парк Горького, проезд → Желтоксан, проезд[16]
- Парк Горького, ул. → Желтоксан, ул.[16]
- Паровозная ул. → Алтай, ул.[3]
- Первомайская ул. (микрорайон Кольтоган) → Сарайшык, ул.[1]
- Первомайская ул. → Шалкиыз жырау, ул.[3]
- Персиковая ул. (потребительский кооператив «Победа») → Парасат, ул.[9]
- Персиковая ул. (потребительский кооператив «Коммунальник») → Шабдалы, ул.[9]
- Персиковая, 1-й пер. (потребительский кооператив «Победа») → Парасат, 1-й пер.[9]
- Персиковая, 2-й пер. (потребительский кооператив «Победа») → Парасат, 2-й пер.[9]
- Персиковая, 3-й пер. (потребительский кооператив «Победа») → Парасат, 3-й пер.[9]
- Персиковая, 4-й пер. (потребительский кооператив «Победа») → Парасат, 4-й пер.[9]
- Персиковая, 5-й пер. (потребительский кооператив «Победа») → Парасат, 5-й пер.[9]
- Персиковое поле, ул. → Макпал, ул.[9]
- Песчаная ул. → Василия Банникова, ул.[33]
- Пионерская ул. → Майкотакын Сандыбайулы, ул.[24]
- Пирогова, 1-й пер. → Тахира Шасаидова, ул.[23]
- Полевая ул. → Сауытбека акына, ул.[6]
- Ползунова, ул. → Алихана Бокейхана, ул.[3]
- Почтовая ул. → Ыкыласа Дукенулы, ул.[4]
- Почтовая, 1-й пер. → Ыкыласа Дукенулы, 1-й пер.[4]
- Почтовая, 2-й пер. → Ыкыласа Дукенулы, 2-й пер.[4]
- Пржевальского, 1-й пер. → Каллаур акима, 1-й пер.[20]
- Пржевальского, 2-й пер. → Каллаур акима, 2-й пер.[20]
- Пржевальского, 3-й пер. → Каллаур акима, 3-й пер.[20]
- Пржевальского, 4-й пер. → Каллаур акима, 4-й пер.[20]
- Пржевальского, ул. → Каллаур акима, 1-й пер.[20]
- Пролетарская ул. → Саида Махмут ат Тарази, ул.[34]
- Пролетарская, 2-й пер. → Саида Махмут ат Тарази, 2-й пер.[34]
- Пустынная ул. → Акберен, ул.[9]

### Р
- Рабочая ул. → Тиленши Аппаева, ул.[20]
- Рабочая, 1-й пер. → Тиленши Аппаева, 1-й пер.[20]
- Рабочая, 2-й пер. → Тиленши Аппаева, 2-й пер.[20]
- Речная ул. → Рапилбека Ултанбаева, ул.[6]
- Родниковая ул. → Кулагер, ул.[9]
- Розовая ул. → Кызыларай, ул.[9]
- Рощинская ул. → Есена Отеулиева, ул.[35]
- Рощинская, пер. → Есена Отеулиева, пер.[35]
- Рыночная ул. (потребительский кооператив «Родничок») → Акбиик, ул.[3]
- Рябиновая ул. → Жанаталап, ул.[9]

### С
- Садовая ул. (потребительский кооператив «ГРЭС») → Айдарлы, ул.[9]
- Садовая ул. (потребительский кооператив «Лето») → Айдын, ул.[9]
- Садовая ул. (потребительский кооператив «Рассвет») → Акбастау, ул.[9]
- Садовая ул. (дачный массив «Проектировщик») → Аккорган, ул.[9]
- Садовая ул. (потребительский кооператив «Береке») → Акниет, ул.[9]
- Садовая ул. (потребительский кооператив «Жамбылстрой») → Калакай, ул.[9]
- Садовая ул. (потребительский кооператив «Весна») → Кербулак, ул.[9]
- Садовая ул. (потребительский кооператив «Шерстянник») → Саркырама, ул.[9]
- Садовая ул. (потребительский кооператив «Химик») → Шаган, ул.[9]
- Садовой, 2-й пер. → Жакыпбая Касымбекова, ул.[2]
- Сакена Сейфуллина, пер. (микрорайон Кумшагал) → Ордабасы, пер.[1]
- Сакена Сейфуллина, ул. (микрорайон Кумшагал) → Ордабасы, ул.[1]
- Саманты Смит, пер. → Жакана Сабалакова, пер.[8]
- Саманты Смит, ул. → Жакана Сабалакова, ул.[8]
- Сантехмонтаж, 1-я ул. → Акжупар, ул.[9]
- Сантехмонтаж, 2-я ул. → Тумар, ул.[9]
- Сахзаводская ул. → Жаугаш батыра, ул.[13]
- Сахзаводская, 1-й пер. → Жаугаш батыра, 1-й пер.[13]
- Сахзаводская, 2-й пер. → Жаугаш батыра, 2-й пер.[13]
- Сахзаводская туп. → Жаугаш батыра, туп.[13]
- Свердлова, 1-й пер. → Мхуаммеда Хайдар Дулати, 1-й пер.[4]
- Свердлова, 2-й пер. → Мхуаммеда Хайдар Дулати, 2-й пер.[4]
- Свердлова, ул. → Мхуаммеда Хайдар Дулати, ул.[4]
- Северная ул. → Елубая Олжабаева, ул.[15]
- Северная ул. (потребительский кооператив «Лето») → Солтустик, ул.[9]
- Северной, 2-й пер. → Азимбека Смаилова, ул.[30]
- Северной, 3-й пер. → Абдибаева, ул.[6]
- Сиреновая ул. → Акселеу, ул.[9]
- Сливовая ул. (потребительский кооператив «ГРЭС») → Акжелкен, ул.[9]
- Сливовая ул. (потребительский кооператив «Юбилейное») → Жанаконыс, ул.[9]
- Сливовая ул. (потребительский кооператив «Коммунальник») → Жулдыз, ул.[9]
- Сливовая ул. (потребительский кооператив «Береке») → Мерей, ул.[9]
- Сливовая ул. (потребительский кооператив «Лето») → Музбел, ул.[9]
- Сливовая ул. (потребительский кооператив «Силикатчик») → Шырша, ул.[9]
- Смоленская, 3-й пер; 4-й пер. → Жолсеита Камбарова, ул.[13]
- Смородиновая ул. → Орнек, ул.[9]
- Советская ул. → Казыбек би, ул.[4]
- Советская, 1-й пер. → Казыбек би, 1-й пер.[4]
- Советская, 2-й пер. → Казыбек би, 2-й пер.[4]
- Советская, 3-й пер. → Казыбек би, 3-й пер.[4]
- Советская, 4-й пер. → Казыбек би, 4-й пер.[4]
- Советская, проезд → Казыбек би, проезд[4]
- Советская, туп. → Казыбек би, туп.[4]
- Совхозная ул. → Ыбырая Малдарбекова, ул.[36]
- Совхозная, 2-й пер. → Ыбырая Малдарбекова, 2-й пер.[36]
- Совхозная, 2-й ул. → Ыбырая Малдарбекова, 2-й ул.[36]
- Совхозная, 3-й ул. → Ыбырая Малдарбекова, 3-й ул.[36]
- Совхозная, пер. → Ыбырая Малдарбекова, пер.[36]
- Совхозная, проезд → Ыбырая Малдарбекова, проезд[36]
- Совхозная, туп. → Ыбырая Малдарбекова, туп.[36]
- Солнечная ул. → Куншуак, ул.[9]
- Спортивная ул. → Тураш Ыбыраева, ул.[14]
- Спортивной и Радищева, ул. → Карахан, ул.[6]
- Спортивной и Радищева, пер. → Карахан, пер.[6]
- Спутниковая ул. → Санырак батыра, ул.[4]
- Спутниковая, пер. → Санырак батыра, пер.[4]
- Спутниковая, проезд → Санырак батыра, проезд[4]
- Степная ул. (потребительский кооператив «Коммунальник») → Адырна, ул.[9]
- Степная ул. (потребительский кооператив «Авторемонтник») → Сапар, ул.[9]
- Столбовая ул. → Акгуль, ул.[9]
- Строительная ул. → Айтбека Байкоразова, ул.[23]
- Суворова, 1-й пер. → Сырым Датулы, 1-й пер.[24]
- Суворова, 2-й пер. → Сырым Датулы, 2-й пер.[24]
- Суворова, ул. → Сырым Датулы, ул.[24]
- Сухэ Батора, ул. → Кошек батыра, ул.[14]

### Т
- Таласская ул. → Жетысу, ул.[9]
- Там, ул. → Думан, ул.[9]
- Тепловозная ул. → Монке би, ул.[3]
- Тепловозная, 1-й пер. → Монке би, 1-й пер.[3]
- Тепловозная, 2-й пер. → Монке би, 2-й пер.[3]
- Тепловозная, 3-й пер. → Монке би, 3-й пер.[3]
- Тепловозная, 4-й пер. → Монке би, 4-й пер.[3]
- Техническая ул. → Байзакак Прманова, ул.[37]
- Тимирязева, 1-й пер. → Самарканд, 1-й пер.[20]
- Тимирязева, 2-й пер. → Самарканд, 2-й пер.[20]
- Тимирязева, ул. → Самарканд, ул.[20]
- Тихая ул. → Балдырган, ул.[9]
- Толе би, ул. (микрорайон Кызыл-Абад) → Каркаралы, ул.[1]
- Тополевая ул. (потребительский кооператив «ГРЭС») → Актасты, ул.[9]
- Тополевая ул. (потребительский кооператив «Химик») → Кызылагаш, ул.[9]
- Трудовая ул. → Алимхана Комратова, ул.[16]
- Трудовая ул. (потребительский кооператив «Коммунальник») → Иргели, ул.[9]
- Трудовая, 1-й пер. → Алимхана Комратова, проезд.[37]
- Трудовая, 2-й проезд → Алимхана Комратова, 2-й проезд.[37]
- Трудовая, 3-й пер. → Алимхана Комратова, 3-й пер.[37]
- Трудовой, 1-й пер. → Алдабергена Сарсенбаева, ул.[38]
- Тупиковая ул. (потребительский кооператив «Мичуринец») → Мереке, ул.[9]
- Тупиковая ул. (потребительский кооператив «Лето») → Сырнай, ул.[9]
- Турара Рыскулова, ул. → Сулутор, ул.[1]
- Тютинникова, ул. → Мухаммеджана Тынышбаева, ул.[6]
- Тянь-Шянь, ул. → Кондратьева, ул.[37]

### У
- Узбекская ул. → Алмалы, ул.[6]
- Украинская ул. → Динмухаммеда Конаева, ул.[7]
- Украинская, 1-й пер. → Динмухаммеда Конаева, 1-й пер.[7]
- Украинская, 2-й пер. → Динмухаммеда Конаева, 2-й пер.[7]
- Ушакова, ул. → Барбола Токтыкожаулы, ул.[39]

### Ф
- Фиалковая ул. → Кокорай, ул.[9]
- Фруктовая ул. → Наурызгуль, ул.[9]
- Фурманова, 1-й пер. → Кошеней батыра, 1-й пер.[4]
- Фурманова, 2-й пер. → Кошеней батыра, 2-й пер.[4]
- Фурманова, 3-й пер. → Кошеней батыра, 3-й пер.[4]
- Фурманова, 4-й пер. → Кошеней батыра, 4-й пер.[4]
- Фурманова, 5-й пер. → Кошеней батыра, 5-й пер.[4]
- Фурманова, 6-й пер. → Кошеней батыра, 6-й пер.[4]
- Фурманова, 7-й пер. → Кошеней батыра, 7-й пер.[4]
- Фурманова, 8-й пер. → Кошеней батыра, 8-й пер.[4]
- Фурманова, ул. → Кошеней батыра, ул.[4]

### Ц
- Цветочная ул. (потребительский кооператив «ГРЭС») → Агадыр, ул.[9]
- Цветочная ул. (потребительский кооператив «Локомотивщик») → Арна, ул.[9]
- Цветочная ул. (потребительский кооператив «Восход») → Гулзар, ул.[9]
- Цветочная ул. (потребительский кооператив «Весна») → Дархан, ул.[9]
- Цветочная ул. (потребительский кооператив «Металлист») → Каганат, ул.[9]
- Цветочная ул. (потребительский кооператив «Железнодорожник») → Корнекты, ул.[9]
- Цветочная ул. (потребительский кооператив «Шерстянник») → Муздыбулак, ул.[9]
- Цветочная ул. (потребительский кооператив «Коммунальник») → Раушангуль, ул.[9]
- Цветочная ул. (потребительский кооператив «Химик») → Самалдык, ул.[9]
- Цветочная ул. (потребительский кооператив «Лето») → Талшын, ул.[1]
- Цветочная ул. (потребительский кооператив «Химик») → Тан самалы, ул.[1]
- Цветочная ул. (потребительский кооператив «Юбилейная») → Толкын, ул.[1]
- Центральная 2-я ул. (потребительский кооператив «Ветеран») → Дулыга, ул.[9]
- Центральная 3-я ул. (потребительский кооператив «Ветеран») → Долана, ул.[9]
- Центральная 4-я ул. (потребительский кооператив «Ветеран») → Дикан, ул.[9]
- Центральная 5-я ул. (потребительский кооператив «Ветеран») → Дермене, ул.[9]
- Центральная ул. (потребительский кооператив «Лето») → Аккайын, ул.[9]
- Центральная ул. (потребительский кооператив «Ветеран») → Аманжол, ул.[1]
- Центральная ул. (дачный массив «Проектировщик») → Байтак, ул.[9]

### Ч
- Чайкинской, ул. → Байзака Кулжабаева, ул.[37]
- Чапаева, 1-й пер., 2-й пер., 3-й пер. → Каспака Курманбекова, ул.[15]
- Чапаева, ул. → Торебая Акбозова, ул.[14]

### Ш
- Швейника, ул. → Ерлик, ул.[9]
- Шевцовой, ул. → Туйте Пиримкулова, ул.[22]
- Школьная ул. → Аякоз, ул.[1]
- Шлюзовая ул. → Уркер, ул.[9]
- Шолдалинская ул. → Асар, ул.[9]
- Шота Руставели, ул. → Мукаша Койшыбекова, ул.[40]

### Щ
- Щербакова, 1-й пер. → Жисуп Баласагуна, 1-й пер.[5]
- Щербакова, 2-й пер. → Жисуп Баласагуна, 2-й пер.[5]
- Щербакова, 3-й пер. → Жисуп Баласагуна, 3-й пер.[5]
- Щербакова, ул. → Жисуп Баласагуна, ул.[5]
- Щорса, 1-й пер. → Сенкибая, 1-й пер.[24]
- Щорса, 2-й пер. → Сенкибая, 2-й пер.[24]
- Щорса, 2-я ул. → Сенкибая, 2-я ул.[24]
- Щорса, 3-й пер. → Сенкибая, 3-й пер.[24]
- Щорса, 4-й пер. → Сенкибая, 4-й пер.[24]
- Щорса, 5-й пер. → Сенкибая, 5-й пер.[24]
- Щорса, 6-й пер. → Сенкибая, 6-й пер.[24]

### Ы
- Ыбырая Алтынсарина, ул. (микрорайон Кызыл-Абад) → Телконыр, ул.[1]

### Э
- Элеваторная ул. → Жалела Байгысиева, ул.[30]
- Электрическая ул. → Балтабая Адамбаева, ул.[2]
- Энгельса, 1-й пер. → Отеген батыра, 1-й пер.[4]
- Энгельса, 2-й пер. → Отеген батыра, 2-й пер.[4]
- Энгельса, ул. → Отеген батыра, ул.[4]

### Ю
- Южная ул. (потребительский кооператив «Лето») → Онтустик, ул.[9]
- Южная ул. → Тургынбекова Турысова, ул.[13]

### Я
- Яблоневая ул. (потребительский кооператив «Химстроителей») → Мирас, ул.[9]
- Яблочная ул. (потребительский кооператив «Жамбылстрой») → Акку, ул.[9]
- Яблочная ул. (потребительский кооператив «Родничок») → Акшатыр, ул.[9]
- Яблочная ул. (потребительский кооператив «Железнодорожник») → Жауказган, ул.[9]
- Яблочная ул. (потребительский кооператив «Мичуринец») → Карлыгаш, ул.[9]
- Яблочная ул. (потребительский кооператив «Шерстянник») → Мойылды, ул.[9]
- Ягодная ул. (потребительский кооператив «Железнодорожник») → Балбырауын, ул.[9]
- Ягодная ул. (потребительский кооператив «Шерстянник») → Дауылпаз, ул.[9]
- Ягодная ул. (потребительский кооператив «Весна») → Жемисти, ул.[9]
- Ягодная ул. (потребительский кооператив «Лето») → Шиликти, ул.[9]